# Revolución urbana

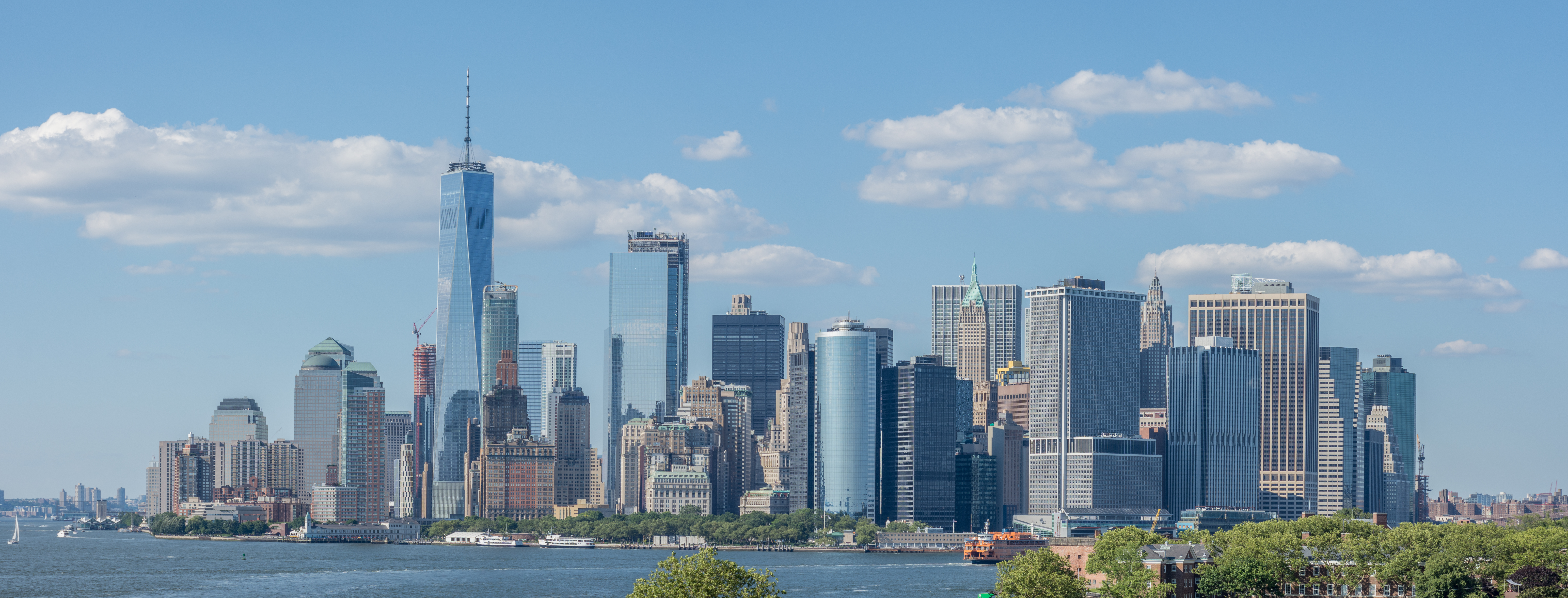
El sur de la isla de Manhattan en la ciudad de Nueva York, la más populosa de los Estados Unidos, en el año 2017.

Revolución urbana es un término que se utiliza para designar los diferentes momentos históricos en que las ciudades nacieron o se expandieron cuando los productores de alimentos necesitaron trabajar más para satisfacer, no solo su propio consumo sino también el de la población no productiva de alimentos que trabaja en las actividades industriales y de servicios.

## El nacimiento de la ciudad
En primer lugar, el concepto fue utilizado por Vere Gordon Childe, que había acuñado también el concepto de revolución neolítica, para designar el nacimiento, junto con los núcleos urbanos de la civilización y la historia en el denominado Creciente fértil de Oriente Medio: las ciudades sumerias y asirias de Mesopotamia, las hititas, las de la franja del Levante mediterráneo —Siria, Fenicia y Palestina— y las del Antiguo Egipto.
Las civilizaciones de la India y China se desarrollarían, también en la Edad Antigua, de un modo paralelo, sin relación con dichos núcleos.

## Decadencia y resurgimiento de la ciudad en Europa
La decadencia de las ciudades europeas, incluyendo la propia Roma, se produce a partir de la crisis del siglo III y se profundiza en los periodos siguientes: la Antigüedad tardía y la Alta Edad Media. La recuperación de la vida urbana en la Baja Edad Media, así como su extensión al norte, centro y este de Europa, se puede denominar también una revolución urbana. No obstante, durante el periodo en que la cristiandad latina estaba ruralizada, la civilización islámica surgió y se desarrolló, acogiendo las mayores ciudades de la época: Damasco, Bagdad y Córdoba; mientras que el Imperio bizantino mantenía Constantinopla.

## Edad Moderna y Edad Contemporánea
La expansión del capitalismo comercial a partir de la Era de los Descubrimientos y del capitalismo industrial a partir de la Revolución industrial significaron dos nuevas fases de expansión de las ciudades. Sólo tras la revolución agrícola y el establecimiento de una sociedad industrial es posible que la mayoría de la población pueda vivir en ciudades, hablando en términos de población nacional de un país (tasa de urbanización). Para la población del mundo en su conjunto, el Fondo de Población de las Naciones Unidas (UNFPA) calculó que en 2008 se alcanzó un 50% de población rural y un 50% de población urbana (3.300 millones cada una), y sólo a partir de entonces la mayor parte de la población mundial vive en ciudades. Mientras que los países desarrollados sufrieron esa transformación en el siglo XIX y la primera mitad del XX (Inglaterra desde el siglo XVIII, España no de forma definitiva hasta los años 1960), la mayor parte del crecimiento de la población urbana en los últimos cincuenta años se ha producido en los países subdesarrollados, tanto en los que lo siguen siendo como los que han pasado a ser nuevos países industrializados (NIC). El caso del país más poblado del mundo (China, 1300 millones de habitantes) es especialmente significativo:

En 1978... 172 millones de chinos vivían en las ciudades. Hoy [2008] son 577 millones, más del 40% de la población, y las previsiones indican que en 2030 se superará el 60%. Cada año, unos diez millones de chinos emigran del campo a la ciudad.

Si a finales del siglo XIX las mayores ciudades del mundo eran Londres y París, y en la primera mitad del XX se les añadieron Nueva York y Tokio, en los siguientes cincuenta años las megaciudades emergentes han pasado a ser ciudades de países de un nivel de desarrollo mucho menor, como Seúl, México D. F., Bombay, Yakarta, São Paulo, Shanghái, Buenos Aires, El Cairo, Manila o Lagos. De hecho, el tamaño de una ciudad ha dejado de ser un elemento determinante para medir su importancia global, acudiéndose a criterios más cualitativos como los utilizados en el estudio de las ciudades globales.
Se ha señalado la conexión de la revolución urbana con el fenómeno de la globalización, que históricamente ha tenido distintas escalas, y su relación con otros factores ligados a ella: tecnológicos, económicos, políticos, sociales y culturales.